# Меби-
меби (на английски: mebi, или megabinary) е двоична представка, въведена от IEC през 1996 г. Означава се с Mi и представлява бинарната стойност на десетичната представка мега (1 000 000, един милион), т.е. 220 (1 048 576), или с ~5% по-голяма от мега.
Пример:
10 MiB = 10 × 220 байта = 10 048 576 байта